# Annalena
Annalena  è un nome proprio di persona italiano femminile.

## Origine e diffusione
Si tratta originariamente di un composto, risultante dalla fusione di Anna con Lena (o Maddalena). In Italia è raro, ed è attestato principalmente nel fiorentino; è inoltre usato anche in lingua tedesca.

## Onomastico
L'onomastico può essere festeggiato lo stesso giorno di uno dei nomi da cui è composto.

## Persone

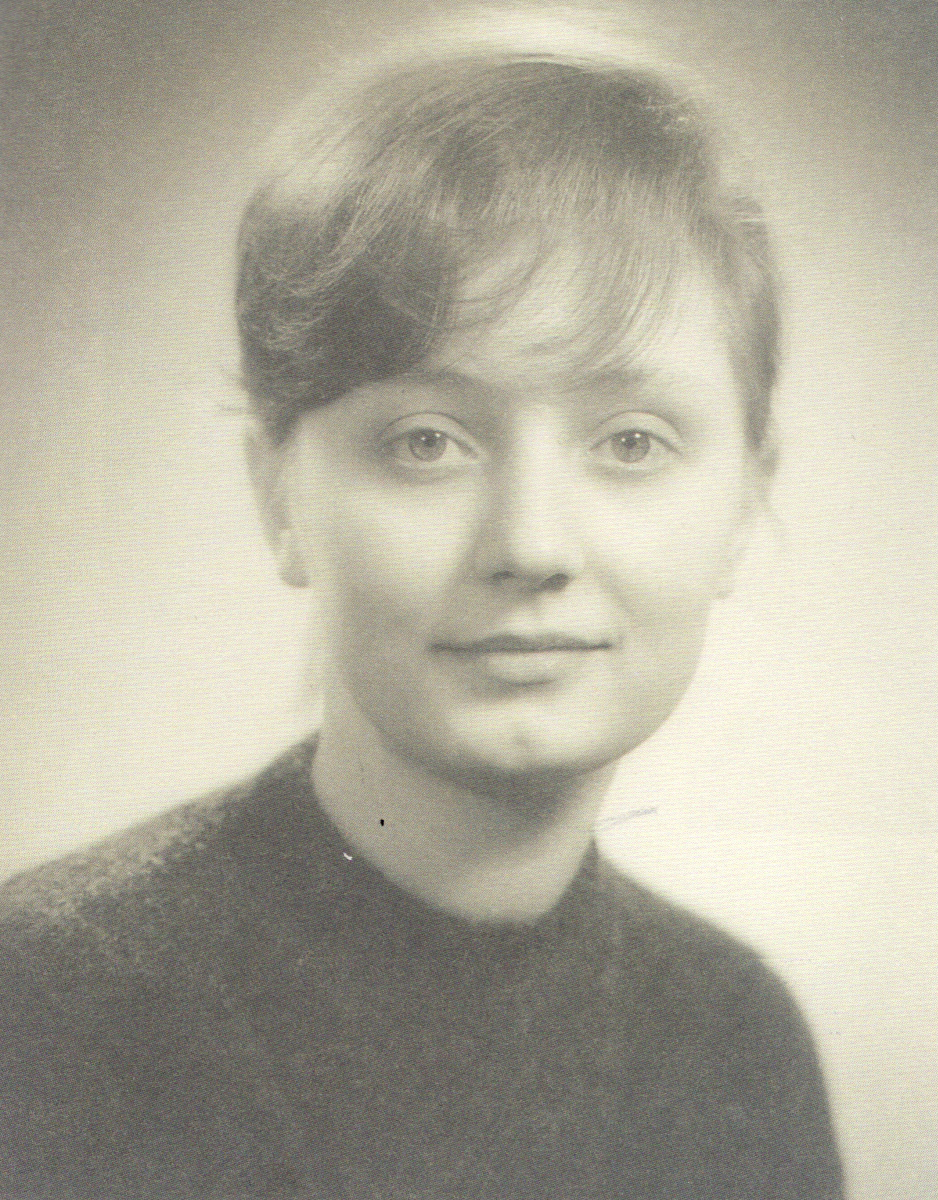
Annalena Tonelli

- Annalena Baerbock, politica tedesca
- Annalena Malatesta, nobildonna e religiosa italiana
- Annalena Slamik, combinatista nordica austriaca
- Annalena Tonelli, missionaria italiana

### Variante Anna-Lena
- Anna-Lena Forster, sciatrice alpina tedesca
- Anna-Lena Friedsam, tennista tedesca
- Anna-Lena Fritzon, triatleta e sciatrice nordica svedese
- Anna-Lena Grönefeld, tennista tedesca
- Anna-Lena Stolze, calciatrice tedesca

## Il nome nelle arti
- Annalena Bilsini è la protagonista dell'omonimo romanzo di Grazia Deledda.